# Hraniční přechod Mladkov-Petrovičky – Kamieńczyk
Hraniční přechod Mladkov-Petrovičky – Kamieńczyk (polsky Przejście graniczne Kamieńczyk-Mladkov Petrovičky) je bývalý silniční hraniční přechod na česko-polské státní hranici na hraničním úseku III/95 mezi českou vesnicí Petrovičky (část městyse Mladkov, okres Ústí nad Orlicí, Pardubický kraj) a polskou vesnicí Kamieńczyk (okres Kladsko, Dolnoslezské vojvodství). Přechod leží v nadmořské výšce 705 m n. m. na cestě u křižovatky se silnicí II/311, která v místech přechodu vede podél státní hranice. Před zrušením byl určen pro pěší, cyklisty a motorová vozidla do 8 t.
Hraniční přechod byl zrušen při vstupu České republiky do Schengenského prostoru v roce 2007. V případě dočasného znovuzavedení ochrany vnitřních hranic je provoz na hraničním přechodu upraven Sdělením Ministerstva vnitra č. 395/2021 Sb.

## Další informace
- Přechod leží na českých turistických stezkách Hřebenovka, Jiráskova cesta, Stezka Českem, Via Czechia - severní a cyklostezkách 52, 4071 a 4077; na polské straně vedou k přechodu zeleně a žlutě značené polské turistické cesty.